# Balmes birmanus
Balmes birmanus är en insektsart som först beskrevs av Robert McLachlan 1891. 
Balmes birmanus ingår i släktet Balmes och familjen Psychopsidae. Inga underarter finns listade i Catalogue of Life.